# Saint-Lormel
Saint-Lormel é uma comuna francesa na região administrativa da Bretanha, no departamento Côtes-d'Armor. Estende-se por uma área de 9,72 km². Em 2010 a comuna tinha 901 habitantes (densidade: 92,7 hab./km²).